# Fobia específica
Uma fobia específica é um termo genérico para qualquer espécie de inquietude que aparece sobe para um medo desarrazoado ou irracional relacionado à exposição a objetos específicos ou situações. Por conseguinte, as pessoas afetadas tendem a evitar ativamente o contato direto com os objetos ou situações, e em casos severos qualquer menção ou retrato deles.
O medo ou a inquietude podem ser provocados tanto pela presença como a antecipação do objeto específico ou situação. Uma pessoa que encontra uns dos motivos no qual ela tem fobia muitas vezes mostrará sinais de medo ou exprimirá desconforto. Em alguns casos pode até resultar em um ataque de pânico. Na maior parte de casos de adultos, esta espécie da fobia é conscientemente reconhecida pela pessoa; Entretanto, a inquietude e a evitação são difíceis de controlar e podem prejudicar significativamente o funcionamento da pessoa e até a saúde física.

## Categorias de fobias específicas
Segundo a quarta revisão do Manual de Diagnóstico e Estatístico de Desordens Mentais as fobias podem ser classificadas embaixo das categorias gerais seguintes:
- Tipo animais

Por exemplo o medo de aranhas (aracnofobia) e o medo de cobras (ofidiofobia).
- Tipo ambiente natural

Como o medo de alturas (acrofobia) e o medo de relâmpago e temporais (brontofobia).
- Tipo situacional

Como o medo de pequenos espaços confinados (claustrofobia) e ter "medo do escuro," (nictofobia).
- Tipo sangue/injeção/dano

Como o medo de procedimentos médicos inclusive agulhas e injeções (aicmofobia)